# Klaus-Dieter Hübner
Klaus-Dieter Hübner (* 31. August 1951; † 20. Dezember 2017) war ein deutscher Politiker der FDP. Er war langjähriger Bürgermeister der Stadt Guben. Über seine Wiederwahl im Jahr 2016 nach einer erfolgten Verurteilung wegen Korruption entstand eine breite öffentliche Debatte.

## Leben
Klaus-Dieter Hübner wuchs in der DDR auf. Während seines Grundwehrdienstes von Juni 1971 bis Oktober 1972 war er als Inoffizieller Mitarbeiter für das Ministerium für Staatssicherheit tätig. Nach Angaben seines Führungsoffiziers war Hübner „von der Richtigkeit der Zusammenarbeit mit dem MfS überzeugt“ und wurde unter anderem für „gute Leistungen bei der Verhinderung von Fahnenfluchten“ belobigt. Nach eigenen Angaben erhoffte sich Hübner durch die Zusammenarbeit den Zugang zu einem Studium und habe sich nach linientreuen Anfängen später vom System abgewandt. Er war Diplom-Immobilienwirt.
Hübner starb am 20. Dezember 2017 nach langer Krankheit.

## Politische Laufbahn

### Erste Amtszeit und Wiederwahl 2009
Am 11. November 2001 wurde Hübner mit 50,6 % der Stimmen erstmals zum Bürgermeister von Guben gewählt (Amtseinführung: 1. Februar 2002). Im Jahr 2009 erhielt Hübner bei der Bürgermeisterwahl 64,5 % der Stimmen und setzte sich gegen Klaus-Dieter Fuhrmann (CDU) durch.
In die Amtszeit von Hübner fallen mehrere große Bauvorhaben der Region. So wurden leerstehende Plattenbauten abgerissen, ein neues Rathaus gebaut, eine Musikschule und die Bibliothek; im Jahr 2006 eröffnete Gunther von Hagens ein Plastinarium in Guben. Hübner war als „Macher“ sehr beliebt (?) bei der Gubener Bevölkerung, allerdings stieg der Schuldenstand Gubens von etwa zwei Millionen Euro zu Beginn seiner ersten Amtszeit auf fast 30 Millionen Euro bei seiner Suspendierung. Im Jahr 2005 hatte Hübner gegen das eigene Stadtparlament geklagt, weil er einem Beschluss, dass nur städtische Verkaufsbeschlüsse, Miet- und Pachtverträge mit einem Volumen von unter 5000 Euro ohne Zustimmung der Stadtverordnetenversammlung direkt durch den Bürgermeister abgeschlossen werden können, für unzulässig hielt. Um eine 2007 errichtete Neiße-Brücke zwischen Guben und dem polnischen Gubin entwickelte sich ein Streit zwischen beiden Städten, da nach polnischer Ansicht eine dortige Baugenehmigung fehlte.

### Korruptionsaffäre und Suspendierung
Ab Mitte 2010 wurde aufgrund zweier Strafanzeigen und der Erkenntnisse einer Finanzbehörde gegen Hübner wegen Korruption und Bestechlichkeit ermittelt. Er soll sich in den Jahren 2005 bis 2012 als Bürgermeister für die Vergabe städtischer Aufträge an ein ihm bekanntes Gartenbauunternehmen eingesetzt haben. Im Gegenzug habe die Firma kostenlos die Pflege von Hübners Wochenendgrundstück übernommen und dabei Leistungen im Wert von mehr als 30.000 Euro erbracht. Auch soll Hübner in sechs Fällen eigene Anwaltskosten aus der Stadtkasse bezahlt, kostenlos die Dienstgarage genutzt und dadurch einen Schaden von rund 9000 Euro verursacht haben. 2012 wurde in einem Prozess wegen Bestechung gegen eine Lausitzer Abfallentsorgungsfirma bekannt, dass Hübner von der Unternehmensleitung Weinpakete und Geschenkkörbe erhielt. Der Geschäftsführer wurde zu einer Geldstrafe verurteilt, Vorwürfe der Bestechung gegen Hübner hielt das Gericht jedoch nicht für erwiesen. Anfang 2012 wurde Hübner vom Amt beurlaubt, am 16. Februar 2014 begann der Prozess gegen Hübner vor dem Landgericht Cottbus. Unter anderem wegen Bestechlichkeit und Untreue wurde Hübner im Februar 2015 zu 18 Monaten Haft auf Bewährung verurteilt. Anfang 2016 wurde das Urteil wegen Bestechlichkeit, Vorteilsannahme, Untreue und Beihilfe zur Abgabe einer falschen eidesstattlichen Versicherung durch die Bestätigung des Bundesgerichtshofs rechtskräftig. Hübner wurde aus dem Beamtenverhältnis entlassen und verlor alle Versorgungs- und Pensionsansprüche. Entsprechend dem Kommunalwahlrecht des Landes Brandenburg wurde Hübner im Dezember 2015 als Kandidat zur Neuwahl des Gubener Bürgermeisteramtes zugelassen.

### Wiederwahl 2016 und Konsequenzen
Bei der Bürgermeisterwahl am 17. Juli 2016 wurde Hübner in der Stichwahl gegen Kerstin Nedoma mit 57,8 % der gültigen Stimmen erneut zum Bürgermeister von Guben gewählt. Unmittelbar nach Annahme der Wahl wurde Hübner beim Amtsantritt im Rathaus suspendiert und mit einem Hausverbot belegt. Landrat Harald Altekrüger kündigte die Einleitung eines Disziplinarverfahrens gegen Hübner an. Hübner hatte dem Landrat zuvor gerichtlich untersagen lassen, eine entsprechende Ankündigung vor der Wahl weiterzuverbreiten. Der Innenausschuss des Brandenburger Landtags berät aufgrund der Wiederwahl Hübners über eine Gesetzesänderung, mit der Personen, die wegen einer Straftat zu mehr als einem Jahr Freiheitsstrafe verurteilt wurden, fünf Jahre lang als Kandidaten für Bürgermeister und Landräte ausgeschlossen werden. Die Stadtverordnetenversammlung von Guben beriet am 2. November 2016 hinsichtlich mehrerer Einsprüche gegen die Gültigkeit der Bürgermeisterwahl, entschied aber für die Gültigkeit der Wahl.
Klaus-Dieter Hübner starb 18 Monate nach seiner Wiederwahl im Dezember 2017.